# Stolonifera
Gli Stoloniferi (Stolonifera Thomson & Simpson, 1909) sono un sottordine di coralli alcionari.

## Descrizione
Comprende specie coloniali, con polipi uniti basalmente da stoloni che possono fondersi a formare nastri o sottili membrane. Abitualmente partecipano alla costruzione delle barriere coralline attraverso il deposito di incrostazioni di calcite, sebbene non possiedano uno scheletro calcitico. La maggior parte delle specie di questo sottordine hanno un mesentere poco sviluppato e quindi non sono adatte a catturare le prede. La loro dieta è fotosintetica, grazie alle zooxantelle simbionti, e attraverso l'assorbimento di materia organica disciolta in acqua.

## Distribuzione e habitat
Il sottordine Stolonifera ha una distribuzione cosmopolita, essendo presente in tutti gli oceani e a tutte le latitudini.

## Tassonomia
Comprende le seguenti famiglie:
- Acrossotidae Bourne, 1914
- Arulidae McFadden & van Ofwegen, 2012
- Clavulariidae Hickson, 1894
- Coelogorgiidae Bourne, 1900
- Cornulariidae Dana, 1846
- Pseudogorgiidae Utinomi & Harada, 1973
- Tubiporidae Ehrenberg, 1828